# Thale Hauptbahnhof
Thale Hauptbahnhof liegt an der Bahnstrecke Magdeburg–Thale. Der Bahnhof ist der größte sowie wichtigste Bahnhof der Stadt Thale.

## Geschichte

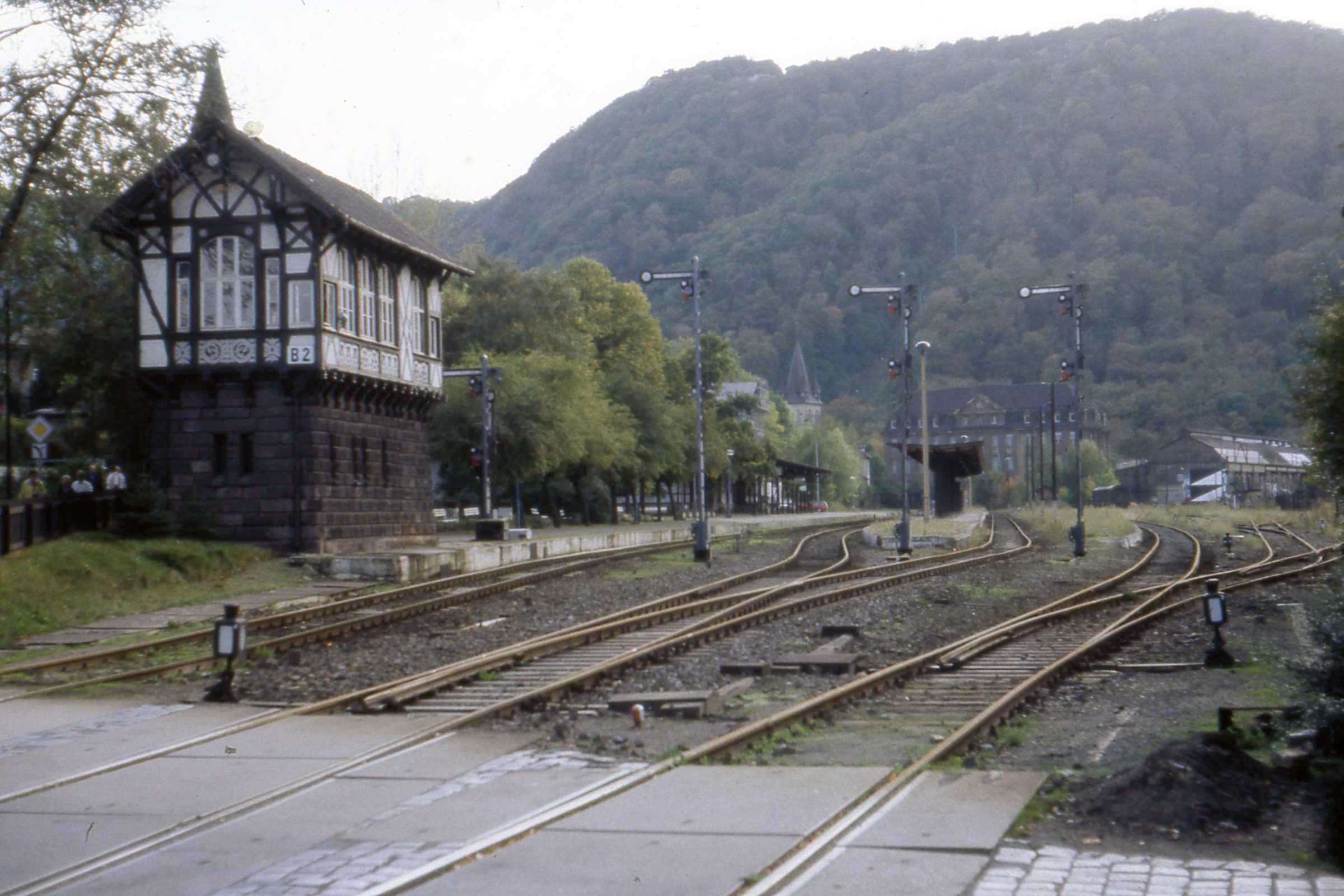
Einfahrt Thale Hbf, 1995

Eröffnet wurde der Bahnhof 1862. Zunächst hieß er Thale; im Jahr 1907 erhielt er den Zusatz Staatsbahnhof (Stsbf) um ihn von der (an der Bahnstrecke Blankenburg–Quedlinburg gelegenen) Station Thale Bodetal zu unterscheiden, seit den 1920er Jahren hieß er Thale Rb (Kürzel von Reichsbahn). Seit der zweiten Hälfte der 1940er Jahre trägt er die Bezeichnung Thale Hbf.
Bis 2003 gab es am Ende des Bahnhofes eine Drehscheibe. Thale Hbf hat drei Bahnsteige. Aktuell werden nur die Bahnsteige 1 und 2 im Regelbetrieb genutzt. Früher, als ein Umsetzen der Lokomotiven notwendig war, mussten beim Umsetzen zwei Bahnübergänge, die sich in unmittelbarer Bahnhofsnähe befinden, gesichert werden. Heutzutage verkehren allerdings ausschließlich Dieseltriebwagen.

## Bahnhofsgebäude

### Geschäfte im Bahnhofsgebäude
In dem Bahnhofsgebäude befinden sich die Touristeninformation Thale und ein Restaurant. Außerdem hat dort 2016 das Obscurum Thale eröffnet, ein Hexenmuseum.

### Sonstiges
In dem Gebäude und auf dem Vorplatz ist kostenloses WLAN verfügbar. Es wird durch die Touristeninformation Thale in Zusammenarbeit mit dem Freifunk Harz e. V. bereitgestellt.
Im Warteraum befindet sich ein öffentlicher Bücherschrank in Form einer alten Telefonzelle, in der Bücher bereitstehen. Sie können ausgeliehen oder mitgenommen werden, zudem ist es möglich, neue Bücher hineinzustellen.

## Verkehrsanbindung

### Zug
Es verkehren ausschließlich Züge von Regionalverkehre Start Deutschland. Eingesetzt werden seit 9. Dezember 2018 nur noch Dieseltriebwagen der Baureihe 1648. In den Jahren zuvor fuhren auch Dieseltriebwagen der Baureihen 640 und 642. Seit 2005 besteht darüber hinaus eine umsteigefreie Verbindung am Wochenende aus/in Richtung Potsdam und Berlin. Thale wird von folgenden Linien bedient:
| Linie                    | Linienverlauf                                                                              | Takt (min) |
| ------------------------ | ------------------------------------------------------------------------------------------ | ---------- |
| RE 11                    | Thale Hbf – Quedlinburg – Halberstadt – Oschersleben (Bode) – Magdeburg                    | 060        |
| HBX                      | Thale Hbf – Quedlinburg – Halberstadt – Oschersleben (Bode) – Magdeburg – Potsdam – Berlin | Fr–So      |
| Stand: 15. Dezember 2024 |                                                                                            |            |

### Bus
Südwestlich des Bahnhofs befindet sich der Busbahnhof, von dem im laufenden Fahrplan sieben Regionalbuslinien der Harzer Verkehrsbetriebe verkehren. Im Stundentakt verkehrt der PlusBus 250 nach Wernigerode über Blankenburg. Weitere Ziele sind Ballenstedt (245), Quedlinburg (Linien 251, 252, 253), Treseburg über Friedrichsbrunn (Linie 256) und Blankenburg über Treseburg (Linie 257). Die Stadtlinie Thale verkehrt annähernd im Zwei-Stunden-Takt, sie verbindet den Bahnhof Thale mit der Wohnsiedlung Musestieg. Die HVB ist in der Verkehrs- und Tarifgemeinschaft Ostharz.
Seit der Betriebsaufgabe von Berlin Linien Bus wird der Busbahnhof nicht mehr von Fernbussen bedient.